# 异丙醚
二异丙醚（英語：diisopropyl ether），简称异丙醚，结构式 (CH3)2CHOCH(CH3)2 。

## 性质
无色、具有醚特殊气味、流动性、具中等挥发性的易燃液体。可与水、乙醇、丙酮、乙腈、异丙醇形成二元共沸物。有持久的麻醉作用，但比乙醚轻。有毒。长期露置于空气中时易生成爆炸性的有机过氧化物，过程比乙醚快速，因此建议每三个月对贮存的异丙醚中的过氧化物进行检验。

## 制备
由异丙醇在酸（如浓硫酸或苯磺酸）催化下加热（135°C）两分子脱水缩合得到。
{\displaystyle \ 2(CH_{3})_{2}CHOH\rightarrow (CH_{3})_{2}CHOCH(CH_{3})_{2}+H_{2}O}
此外异丙醚也可由丙烯在硫酸存在下水合制异丙醇时副产得到。

## 用途
异丙醚是有机合成、医药、涂料和油漆方面的重要溶剂。因具高辛烷值和抗冻性能，也可作汽油添加剂。